# صومعة كوتشك
صومعة كوتشك (بالفارسية: صومعه کوچک) هي قرية تقع في قسم قلندرآباد الريفي في إيران. يقدر عدد سكانها بـ 24 نسمة بحسب إحصاء 2016.